# Іпсвіч (Південна Дакота)
Іпсвіч (англ. Ipswich) — місто (англ. city) в США, в окрузі Едмундс штату Південна Дакота. Населення — 928 осіб (2020).

## Географія
Іпсвіч розташований за координатами 45°26′36″ пн. ш. 99°1′48″ зх. д. / 45.44333° пн. ш. 99.03000° зх. д. (45.443459, -99.029995).  За даними Бюро перепису населення США в 2010 році місто мало площу 3,47 км², уся площа — суходіл.

## Демографія
Згідно з переписом 2010 року, у місті мешкали 954 особи в 402 домогосподарствах у складі 249 родин. Густота населення становила 275 осіб/км².  Було 441 помешкання (127/км²).
Расовий склад населення:
| - 97,5 % — білих - 0,9 % — корінних американців - 0,1 % — чорних або афроамериканців - 0,1 % — азіатів |

До двох чи більше рас належало 1,4 %. Частка іспаномовних становила 0,7 % від усіх жителів.
За віковим діапазоном населення розподілялося таким чином: 23,3 % — особи молодші 18 років, 54,0 % — особи у віці 18—64 років, 22,7 % — особи у віці 65 років та старші. Медіана віку мешканця становила 45,1 року. На 100 осіб жіночої статі у місті припадало 99,2 чоловіків;  на 100 жінок у віці від 18 років та старших — 94,2 чоловіків також старших 18 років.
Середній дохід на одне домашнє господарство  становив 61 885 доларів США (медіана — 50 486), а середній дохід на одну сім'ю — 83 149 доларів (медіана — 73 333). Медіана доходів становила 43 750 доларів для чоловіків та 31 806 доларів для жінок. За межею бідності перебувало 6,0 % осіб, у тому числі 0,0 % дітей у віці до 18 років та 19,7 % осіб у віці 65 років та старших.
Цивільне працевлаштоване населення становило 553 особи. Основні галузі зайнятості: освіта, охорона здоров'я та соціальна допомога — 20,6 %, оптова торгівля — 13,7 %, сільське господарство, лісництво, риболовля — 12,7 %.